# Luigi Engelberto d'Arenberg
Luigi Engelberto Maria Giuseppe Agostino d'Arenberg (Bruxelles, 3 agosto 1750 – Bruxelles, 6 marzo 1820) fu duca d'Arenberg, duca di Aarschot e Meppen, oltre che principe di Recklinghausen.

## Biografia

### Infanzia
Luigi Engelberto era il figlio di Carlo Maria Raimondo d'Arenberg, e di sua moglie, Luisa Margherita de La Mark. Era il nipote di Leopoldo Filippo d'Arenberg, governatore della provincia di Hainaut, che aveva protetto Jean-Baptiste Rousseau.

### Matrimonio
Sposò, il 19 gennaio 1773, Luisa Antonietta Giuseppina Candida Felicita di Lauragais (1755-1812), figlia del conte Luigi Leopoldo di Lauragais. Ebbero cinque figli.

### Carriera militare
La famiglia Arenberg era una delle famiglie aristocratiche più importanti d'Europa. Seguendo l'esempio dei suoi antenati, intraprese la carriera militare; ma un evento fatale lo ha costretto, quando aveva solo 24 anni, ad abbandonarlo: era a caccia nel parco di Enghien, con molti dei suoi amici, uno di loro gli ha sparato accidentalmente un colpo che lo ha colpito in faccia e lo rese cieco.

### Gran Balì di Hainaut
La sua cecità non ha impedito all'imperatrice Maria Teresa di dargli, dopo la morte del padre, l'onere di Gran Balì di Hainaut (15 aprile 1779); solo per evitare qualsiasi sorpresa, ha insistito sul fatto che gli atti e i documenti che emanava dovevano essere controfirmati da un segretario.

### Rivoluzione del Brabante
Due anni più tardi, tutte le province dei Paesi Bassi austriaci si sollevarono contro Giuseppe II e proclamarono la sua deposizione.
Il duca, che dopo la rottura con l'imperatore aveva lasciato il Belgio, si affrettò a tornare e prese parte attiva alla rivoluzione.
Con la cacciata degli austriaci, venne creato il Ducato di Brabante. L'11 gennaio, prestò giuramento al nuovo stato. Dopo che Bruxelles è stata teatro di scene di saccheggio e di disturbo per tre giorni (dal 16 al 18 marzo 1790), il duca si stabilì al castello di Enghien.
Da quel momento, ha cessato di tenere gli affari pubblici; tornò raramente anche a Bruxelles, dove sono state monitorate le sue azioni. Qualche tempo prima della restaurazione austriaca, è partito per l'Italia.
Al primo ingresso dei Francesi in Belgio, sotto il comando di Dumouriez, i cittadini sono stati convocati in tutte le città: il 18 novembre 1792 ha avuto luogo nella Cattedrale di San Michele e Santa Gudula, un'assemblea popolare, che procedette all'elezione di ottanta rappresentanti provvisori di questa città; il duca d'Arenberg è stato il ventesimo e il Duca d'Ursel il ventiquattresimo sulla lista. Quest'ultimo sedeva nel municipio, ma il duca d'Arenberg si scusò, "circa la sua situazione (cioè la sua cecità) per accettare le funzioni a cui era stato chiamato".
Dopo che i Francesi giunsero per la seconda volta in Belgio nel 1794, si ritirò in Germania.

### Rivoluzione francese e Primo Impero
Luigi Engelberto fu l'ultimo Duca di Arenberg a governare il territorio in modo indipendente. Con il 9 febbraio 1801, infatti, il Trattato di Lunéville, la Francia occupò il territorio del Ducato. Come ricompensa, ricevette il 25 febbraio del 1803 la sovranità su Mappen e la Signoria di Recklinghausen, che venne in seguito elevata a Principato. Nel 1806 ottenne anche la signoria di Dülmen, sempre entro i confini del Ducato di Arenberg.

### Ultimi anni e morte
Nel settembre del 1803 decise di abdicare in favore del figlio primogenito, Prospero Luigi.
Dopo gli eventi del 1814, tornò in Belgio. Il 23 settembre di quell'anno, ha ricevuto il castello di Heverlee.
Massone, fu membro della loggia "L'Heureuse Rencontre" di Bruxelles, del Grande Oriente di  Francia.
Morì il 6 marzo 1820.

## Discendenza
Il duca Luigi Engelberto e Luisa Antonietta Giuseppina Candida Felicita di Lauragais ebbero cinque figli:
- Paolina (1774-1810), sposò il principe Giuseppe II di Schwarzenberg;
- Luigi Engelberto (nato e morto nel 1777);
- Prospero Luigi (1785-1861);
- Filemone Paolo Maria (1788-1844), vescovo di Namur;
- Pietro d'Alcantara Carlo (1790-1877);
- Filippo Giuseppe (1794-1815).

## Ascendenza
|                                  |   |                                | Genitori                      |  |  | Nonni |  |  | Bisnonni                 |  |  | Trisnonni                |  |
|                                  |   |                                |                               |  |  |       |  |  | Filippo Carlo d'Arenberg |  |  | Carlo Eugenio d'Arenberg |  |
|                                  |   |                                |                               |  |  |       |  |  | Filippo Carlo d'Arenberg |  |  | Carlo Eugenio d'Arenberg |  |
|                                  |   | Maria Enrichetta de Cusance    |                               |  |  |       |  |  | Filippo Carlo d'Arenberg |  |  |                          |  |
| Leopoldo Filippo d'Arenberg      |   |                                |                               |  |  |       |  |  | Filippo Carlo d'Arenberg |  |  |                          |  |
|                                  |   | Maria Enrichetta del Carretto  | Ottone Enrico del Carretto    |  |  |       |  |  |                          |  |  |                          |  |
|                                  |   | Maria Enrichetta del Carretto  | Ottone Enrico del Carretto    |  |  |       |  |  |                          |  |  |                          |  |
|                                  |   | Maria Enrichetta del Carretto  | Maria Theresia zu Herberstein |  |  |       |  |  |                          |  |  |                          |  |
| Carlo Maria Raimondo d'Arenberg  |   | Maria Enrichetta del Carretto  |                               |  |  |       |  |  |                          |  |  |                          |  |
|                                  |   | Niccolò Pignatelli             | Carlo Pignatelli              |  |  |       |  |  |                          |  |  |                          |  |
|                                  |   | Niccolò Pignatelli             | Carlo Pignatelli              |  |  |       |  |  |                          |  |  |                          |  |
|                                  |   | Niccolò Pignatelli             | Chiara del Giudice            |  |  |       |  |  |                          |  |  |                          |  |
| Maria Francesca Pignatelli       |   | Niccolò Pignatelli             |                               |  |  |       |  |  |                          |  |  |                          |  |
|                                  |   | Marie Claire Angeline d'Egmond | Philips Lodewijk d'Egmond     |  |  |       |  |  |                          |  |  |                          |  |
|                                  |   | Marie Claire Angeline d'Egmond | Philips Lodewijk d'Egmond     |  |  |       |  |  |                          |  |  |                          |  |
|                                  |   | Marie Claire Angeline d'Egmond | Maria Ferdinanda de Croÿ      |  |  |       |  |  |                          |  |  |                          |  |
| Luigi Engelberto d'Arenberg      |   | Marie Claire Angeline d'Egmond |                               |  |  |       |  |  |                          |  |  |                          |  |
|                                  | … | …                              |                               |  |  |       |  |  |                          |  |  |                          |  |
|                                  | … | …                              |                               |  |  |       |  |  |                          |  |  |                          |  |
|                                  | … | …                              |                               |  |  |       |  |  |                          |  |  |                          |  |
| Louis Engelbert de La Marck      | … |                                |                               |  |  |       |  |  |                          |  |  |                          |  |
|                                  |   | …                              | …                             |  |  |       |  |  |                          |  |  |                          |  |
|                                  |   | …                              | …                             |  |  |       |  |  |                          |  |  |                          |  |
|                                  |   | …                              | …                             |  |  |       |  |  |                          |  |  |                          |  |
| Louise Marguerite de La Marck    |   | …                              |                               |  |  |       |  |  |                          |  |  |                          |  |
|                                  |   | …                              | …                             |  |  |       |  |  |                          |  |  |                          |  |
|                                  |   | …                              | …                             |  |  |       |  |  |                          |  |  |                          |  |
|                                  |   | …                              | …                             |  |  |       |  |  |                          |  |  |                          |  |
| Marie Anne Hyacinthe de Visdelou |   | …                              |                               |  |  |       |  |  |                          |  |  |                          |  |
|                                  |   | …                              | …                             |  |  |       |  |  |                          |  |  |                          |  |
|                                  |   | …                              | …                             |  |  |       |  |  |                          |  |  |                          |  |
|                                  |   | …                              | …                             |  |  |       |  |  |                          |  |  |                          |  |
|                                  |   | …                              |                               |  |  |       |  |  |                          |  |  |                          |  |